# SIM

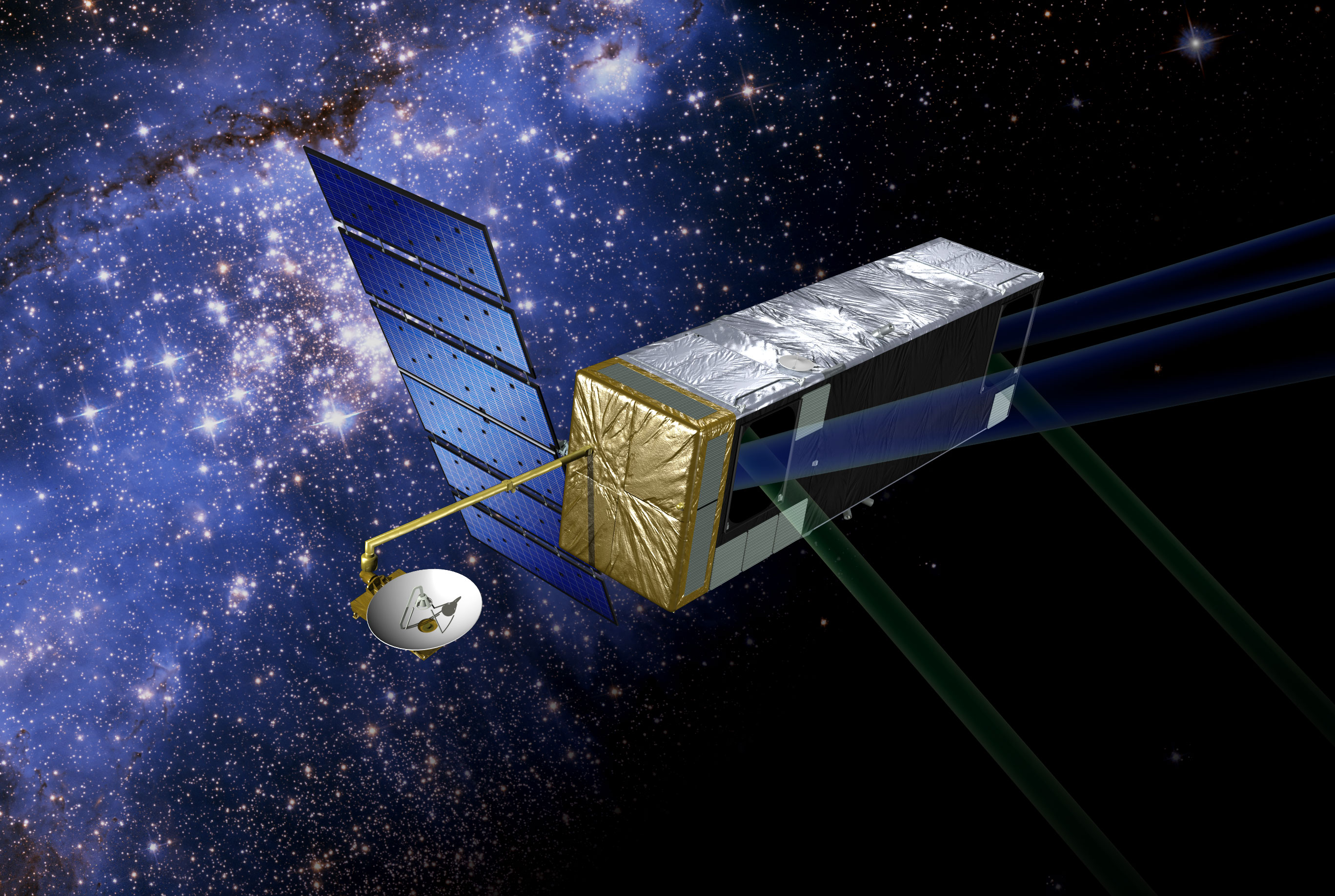
Політ телескопа SIM в поданні художника

Space Interferometry Mission — Місія інтерферометрії космосу, також відома як SIM-Lite (раніше відома як SIM PlanetQuest) була планованим космічним телескопом, який розроблявся американським космічним агентством (NASA) спільно з Northrop Grumman. Запуск було заплановано на 2015 рік, але 2010 року місію було скасовано.

## Загальний опис
Головною метою місії був пошук екзопланет розміром із Землю. Проєкт створювався НАСА в Лабораторії (JPL) в Пасадені, штат Каліфорнія.
На додаток до дослідження позасонячних планет, SIM повинен був допомогти вченим побудувати карту галактики Чумацький Шлях. Іншим важливим завданням був збір даних для визначення мас конкретних типів зір і просторового розподілу темної матерії в Чумацькому Шляху та в місцевій групі галактик. Останнє завдання повинно було бути вирішена шляхом вимірювання галактичного руху.
Космічний апарат мав використовувати оптичний інтерферометр для досягнення цих та інших наукових цілей. Цей метод збирає світло з декількома дзеркалами (у SIM їх мало бути два), що діє як одне велике дзеркало.
Місія SIM Lite спочатку була запланована на початок 2005 року, але внаслідок постійного скорочення бюджету дату запуску було відкладено принаймні до 2015 р. Потім НАСА встановила попередню дату запуску на 2015 рік. У серпні 2010 року, на конференції з розгляду програми довгострокових досліджень НАСА, було рекомендовано згорнути всі роботи за проєктом SIM. Фінансування проєкту з боку NASA було припинено у вересні 2010 року, до кінця 2010 року проєкт SIM було ліквідовано. Можливо, зроблені дослідження послужать базою для інших проєктів з дослідження екзопланет.

## Плани місії
Після старту апарат передбачалося розташувати на відстані 82 млн км від Землі. На це в нього пішло б п'ять з половиною років. Після прибуття він повністю розгортав свою антену й сонячні батареї. Потім учені калібрували б інтерферометр, це тривало б кілька місяців. Після калібрування телескоп був би готовий до роботи.
За час польоту SIM Lite повинен був здійснювати практично безперервний ряд наукових досліджень. Дані, отримані SIM повинні були зберігатися на його борту і повертатися на Землю кілька разів на тиждень.

## Інтернет-ресурси
- NASA SIM Lite Офіційний сайт